# Унголиант
Унго́лиант (кв. Ungoliant) — в легендариуме Дж. Р. Р. Толкина злой дух в облике гигантской паучихи.

## Имя
В переводе с квенья имя Унголиант буквально означает «тёмный паук» (ungwë — «тьма», liantë — «паук»). Также она была известна под именем Прядильщицы тьмы (англ. Gloomweaver), что является переводом синдаринского Gwerlum и квенийского Wirilomë.

## Участие в замыслах Мелькора

### Гибель Древ Валар
Дж. Р. Р. Толкин говорит об Унголиант как о порождении мрака, повелевающем тьмой и воплотившемся в обличии огромной паучихи, а также о том, что Мелькор одной из первых привлёк её себе на службу:

…Эльдары не знают, откуда она пришла в мир, но, говорят, задолго до того, как Мелькор поднял руку на владения Манвэ, она выступила из тьмы, окружающей Арду, а родом была из первых сильных духов, чью сущность исказил Мелькор.— Толкин Дж. Р. Р. (под ред. К. Толкина). Сильмариллион: гл. 8 «О Затмении Валинора». — Пер. Н. Эстель.
Точная её природа и происхождение неизвестны. В «Сильмариллионе» сказано, что «много веков назад она явилась из тьмы, окутывающей Арду», и «она была из числа тех, кого Мелькор склонил ко злу и привлёк к себе на службу». Позже, однако, она отвергла своего Господина, желая подчиняться одной лишь собственной алчности, поглощая всё вокруг, дабы заполнить пустоту внутри себя. Спасаясь от Валар, она бежала на крайний юг Амана, в мглистый Аватар, приняла образ чудовищной паучихи и раскинула здесь свои улавливающие свет сети, потому что Унголиант алкала света и ненавидела его. Буквально пожирая свет, она исторгала при этом беспросветный мрак.
Когда Мелькор нашёл её здесь, Унголиант бежала в глубину своего логова, страшась расправы за отступничество. Мелькор же пришёл к ней, желая с её помощью уничтожить Древа Валар и похитить Сильмариллы. Он убедил её, что, если она вернётся на его сторону, она более не будет испытывать голод.
Именно обещанием утолить ненасытный голод Мелькор и соблазнил Унголиант на вторжение в земли Амана.
Под покровом мрака, который исторгала Унголиант, Мелькор беспрепятственно пробрался в Валинор через горную цепь Пелори, стремительно пересёк поля Валинора и приблизился к зелёному холму Эзеллохар. Когда Мелькор пронзил Древа Валар своим чёрным копьём, Унголиант высосала досуха светоносный сок Дерев и пожрала всю росу Дерев в колодцах Варды, и Валинор быстро погрузился в кромешную тьму. При этом она настолько выросла в размерах, что её устрашился сам Мелькор.
После этого Мелькор и Унголиант отправились в Форменос, где Мелькор убил Финвэ, разграбил крепость и, помимо прочих сокровищ, похитил Сильмариллы. Во время бегства из погружённого во тьму Валинора облако Тьмы, исторгнутое Унголиант, обеспечило безопасный отход Мелькора в Средиземье через Хэлкараксэ — погоня Валар во главе с Оромэ и Тулкасом надолго задержалась на северных рубежах Амана, благодаря чему враги Валар смогли ускользнуть.

### Приход в Средиземье и смерть
Когда беглецы добрались до Средиземья, Унголиант получила от Мелькора в награду все прочие захваченные в Валиноре драгоценности и пожрала их. Однако отдавать чудовищу Сильмариллы Мелькор не пожелал, вероломно нарушив своё же слово, данное Унголиант в Аватаре. Когда же она попыталась отнять Камни Феанора силой, опутав Мелькора своей паутиной и сдавив узами мрака, то была обращена в бегство балрогами, примчавшимися на чудовищный вопль Врага из подземелий Ангбанда. Их огненные бичи разорвали тенёта тьмы, освободили Мелькора и заставили Унголиант бежать на юг.
Расставшись с Мелькором, Унголиант скрывалась в горных ущельях Нан Дунгортеб. Там она совокуплялась с гигантскими пауками (потомством пауков, выведенных Мелькором ещё в Утумно), после чего пожирала их. Вероятно, потомками Унголиант стали Шелоб и другие пауки, которые расползлись по горам Эред Горгорот, Лихолесью и горным цепям, окружающим Мордор.
В соответствии с текстом «Сильмариллиона», ненасытный голод Унголиант в конце концов побудил её пожрать саму себя. Однако в одном из альтернативных набросков сказаний о путешествиях Эарендила утверждается, что тот встретился с ней на юге и убил её.

## Образ Унголиант в современной культуре
- В альбоме Nightfall in Middle-Earth немецкой метал-группы Blind Guardian композиция «Into the Storm» посвящена противостоянию Мелькора и Унголиант за обладание Сильмариллами после поражения Двух Дерев и нарушения своей клятвы Мелькором.
- Ирландская группа Cruachan, играющая в стиле «кельтский метал», посвятила Унголиант одноимённую композицию из своего альбома The Morrigan’s Call (2006). Интересно, что первая композиция того же альбома носит имя Шелоб (англ. Shelob) — последней дочери Унголиант[4].
- Песня «Ungolianth» с альбома Minas Morgul австрийской блэк-метал группы Summoning (большая часть текстов группы основана на произведениях Дж. Р. Р. Толкина).
- В MMORPG Ragnarok Online Унголиант — мини-босс (в облике гигантского муравья).